# Dande
Dande es un municipio de la provincia de Bengo en Angola. En julio de 2018 tenía una población estimada de 267 879 habitantes.
Se encuentra ubicado al noroeste del país, junto a la costa del océano Atlántico y al parque nacional de Kissama.